# Hyadesia algivorans
Hyadesia algivorans is een mijtensoort uit de familie van de Hyadesiidae. De wetenschappelijke naam van de soort is voor het eerst geldig gepubliceerd in 1893 door Michael.